# Külliye
A külliye (كلية) egy mecset köré épült épületkomplexum, melyek egy intézményt alkotnak. Gyakran olyan alapítvány (vakıf), amelynek részei a medresze (vallási iskola), darüşşifa (klinka), valamint konyhák, pékségek, hammam (fürdő), valamint egyéb karitatív szerepet betöltő épületek és csatolt építmények. A kifejezés az arab kull  szóból ered (jelentése ‘az egész’, ‘minden’).
A külliye hagyománya különösen a török építészetben hagyott nyomokat.

## Jelentősebb külliyék
- A Battal Gazi Külliye, melyet egy szentnek állítottak Eskişehir Seyitgazi városában. 1208-ban Ümmühan Hatun, I. Gıyaseddin Keyhüsrev ikóniumi szultán felesége rendelte meg, majd 1511-ben II. Bajazid oszmán szultán bővíttette ki.
- Az Orhan Gazi Külliye Bursa városában Orhán oszmán szultán megbízására készült 1339-ben.
- A Hüdavendigar Külliye Bursában, melyet I. Murád oszmán szultán építtetett 1365 és 1385 között.
- Az I. Bajazid-mecset és külliye Bursában, amelyet 1390 és 1395 között I. Bajazid oszmán szultán építtetett.
- Az Emir Szultán-mecset és külliye Bursában, Emir Szultán dervisnek és tudósnak szentelve. A külliyét a 14. században építették, majd 1804-ben újjáépítették, miután 1766-ban a bursai földrengés elpusztította. Ezután újabb földrengés sújtotta 1855-ben és 1868-ban ismét újjáépítették.
- A Timurtaş Pasa-mecset és külliye Bursában, amely 1404-1420 között épült Kara Timurtaş Pasa oszmán parancsnok megbízására.
- Az I. Mehmed-mecset Bursában, amely 1419 és 1421 között épült I. Mehmed oszmán szultán megbízására.
- A Muradiye-külliye Bursában, amely 1426-1428 között II. Murád oszmán szultán megbízására épült.
- A Fatih-mecset és külliye Isztambulban II. Mehmed oszmán szultán megrendelésére épült 1463 és 1470 között.
- A II. Bajazid-külliye Amasyában II. Bajazid oszmán szultán megbízására épült 1485-1486 között.
- A II. Bajazid Külliye Edirnében II. Bajazid oszmán szultán megbízására épült 1488-ban.
- A Szelim-mecset és külliye Edirnében I. Szelim oszmán szultán megbízására épült 1522-ben.
- Az Abd al-Qadir Geylani Külliye Bagdadban I. Szulejmán oszmán szultán megbízására épült 1534-ben.
- Az Ulu Camii Külliye Addanában Ramazanoğlu Piri Mehmet Paşa idején készült el 1540-ben.
- A Şehzade-mecset és külliye Isztambulban I. Szulejmán oszmán szultán megbízására épült 1548-ban.
- A Szulejmén-mecset és külliye sztambulban I. Szulejmán oszmán szultán megbízására épült az 1550-es években.
- A Muradiye-mecset és külliye Manisában III. Murád oszmán szultán megbízására épült 1583–1592 között.